# Groupe de NGC 4780
Le groupe de NGC 4780 comprend au moins quatre galaxies situées dans la constellation de la Vierge. La distance moyenne entre ce groupe et la Voie lactée est d'environ 58,0 Mpc (∼189 millions d'al). 

## Membres
Le tableau ci-dessous liste les quatre galaxies du groupe indiquées dans l'article de A.M. Garcia paru en 1993.
| Nom          | Class.  | Type           | α (J2000.0)   | δ (J2000.0)  | Vitesse radiale (km/s) | m            | Distance (Mpc) | Diamètre (kal) |
| ------------ | ------- | -------------- | ------------- | ------------ | ---------------------- | ------------ | -------------- | -------------- |
| NGC 4739     | E+ pec  | Elliptique     | 12h 51m 37.1s | -08° 24′ 37″ | 3787 ± 22              | 12,5         | 60,8 ± 4,3     | 73             |
| NGC 4776     | S00 pec | Lenticulaire   | 12h 53m 04.4s | -09° 12′ 00″ | 3561 ± 18              | 13,0         | 57,5 ± 4,1     | 22             |
| NGC 4780     | SBc,    | Spirale barrée | 12h 54m 05.2s | -08° 37′ 16″ | 3482 ± 5               | 13,4         | 56,3 ± 4,0     | 80             |
| MCG -1-33-35 | S?      | Spirale        | 12h 52m 45.0s | -07° 25′ 44″ | 3555 ± 0               | 14,01 ± 0,12 | 57,4 ± 4,0     | 74             |

Le site DeepskyLog permet de trouver aisément les constellations des galaxies mentionnées dans ce tableau ou si elles ne s'y trouvent pas, l'outil du site constellation permet de le faire à l'aide des coordonnées de la galaxie. Sauf indication contraire, les données proviennent du site NASA/IPAC. 